# Ramonia subsphaeroides
Ramonia subsphaeroides är en lavart som först beskrevs av Tav., och fick sitt nu gällande namn av Vezda. Ramonia subsphaeroides ingår i släktet Ramonia och familjen Gyalectaceae.   Inga underarter finns listade i Catalogue of Life.